# .tc
.tcは国別コードトップレベルドメイン（ccTLD）の一つで、イギリスの海外領土・タークス・カイコス諸島に割り当てられている。
2012年8月に、レジストリであるAdamsNamesによってドメイン取得・更新費用の卸価格が3文字以上のtcドメインについては45ポンド、2文字のtcドメインについては3,000ポンド、1文字のtcドメインについては6,000ポンドに突然値上げされた。これにより20%の付加価値税を支払わなければならないヨーロッパのレジストラを介してドメイン取得した場合の取得・更新費用が、約4,000円/年程度だったものが2文字のtcドメインで50万円/年となるなど値上げ幅が120倍を超える事態となった。